# 熊本赤十字病院
熊本赤十字病院（くまもとせきじゅうじびょういん）は、熊本県熊本市東区に位置する医療機関である。日本赤十字社熊本県支部が運営する病院。
日本赤十字社の前身である「博愛社」が誕生したのは、田原坂の戦いで知られる西南の役の戦火の中。このことから、熊本は「日本赤十字社発祥の地」とされている。
博愛社は1887（明治20）年に日本赤十字社と名前を変え、熊本赤十字病院は1944（昭和19）年に日本赤十字社熊本支部診療所として開設。
以来、「人道」という赤十字の使命のもと、「人道・博愛・奉仕の実践」という基本理念を掲げ、救急医療、国内外の災害救護活動に取り組み、高度急性期医療を担う総合病院として、様々な活動を行う。
また、熊本県災害拠点病院に指定され、地域がん診療連携拠点病院であり、救命救急センター、地域周産期母子医療センター、小児救命救急センターを持つ。旧熊本空港跡地に建設されているため、熊本県内の病院では敷地の面積が最も大きい。血液センターを併設している。2024年6月時点、熊本県選挙管理委員会より、不在者投票のできる施設の一つとして指定されている。

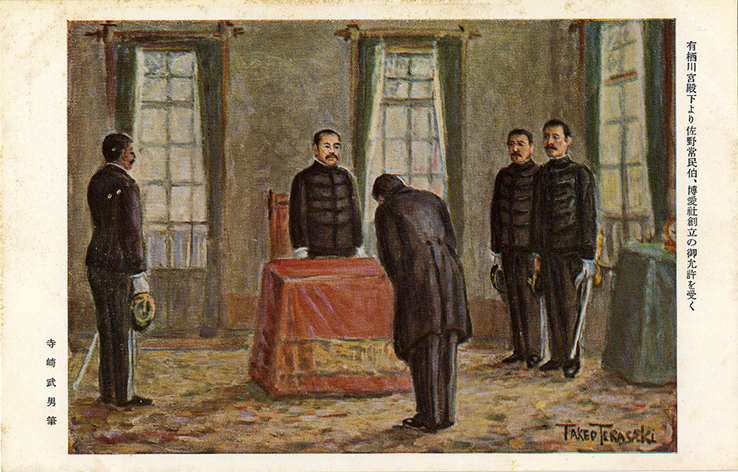
有栖川宮熾仁親王から博愛社設立の許可を受ける佐野常民

## 沿革
- 1944年（昭和19年）4月 - 日本赤十字社熊本支部診療所開設。
- 1945年（昭和20年）2月 - 支部建物内に診療所移転。
- 1950年（昭和40年）5月 - 熊本赤十字病院へ改称。
- 1975年（昭和50年）5月 - 熊本市水道町から現在地へ移転。
- 1980年（昭和55年）10月 - ドクターカー運用開始。
- 2000年（平成12年）6月 - 特殊医療救護車（ディザスターレスキュー）完成。

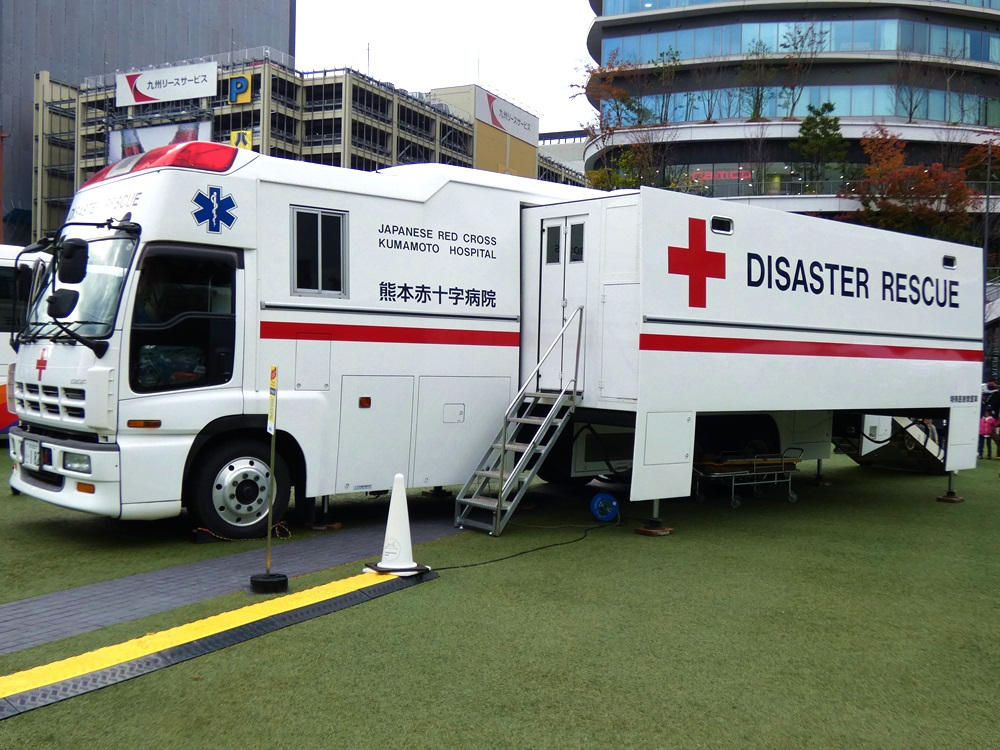
特殊医療救護車

- 2004年（平成16年）2月 - 熊本県小児救急医療拠点病院の指定。
- 2007年（平成19年）4月 - 熊本県地域周産期母子医療センターの認定。
- 2008年（平成20年）2月 - 地域がん診療連携拠点病院の指定。
- 2012年（平成24年）4月 - 熊本県ドクターヘリ基地病院[4]として運行開始
- 2012年（平成24年）　   -  総合救命救急センター[5]開設。
- 2012年（平成24年）　   - 県内初のPICUと総合救命救急センターを併設した「こども医療センター」[6]を開設。
- 2022年（令和  4年）       - 総合救命救急センター、こども医療センター10周年

## 診療科

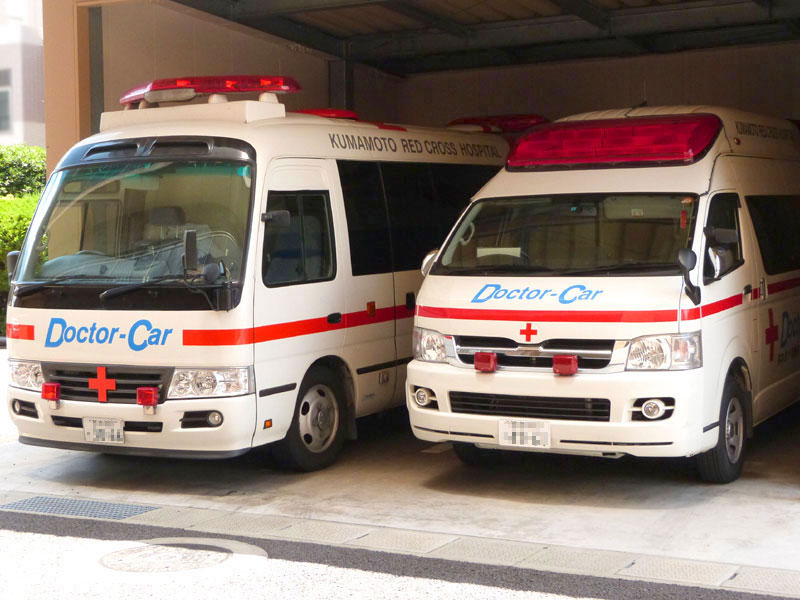
熊本赤十字病院
（マイクロバス型＆救急車型）

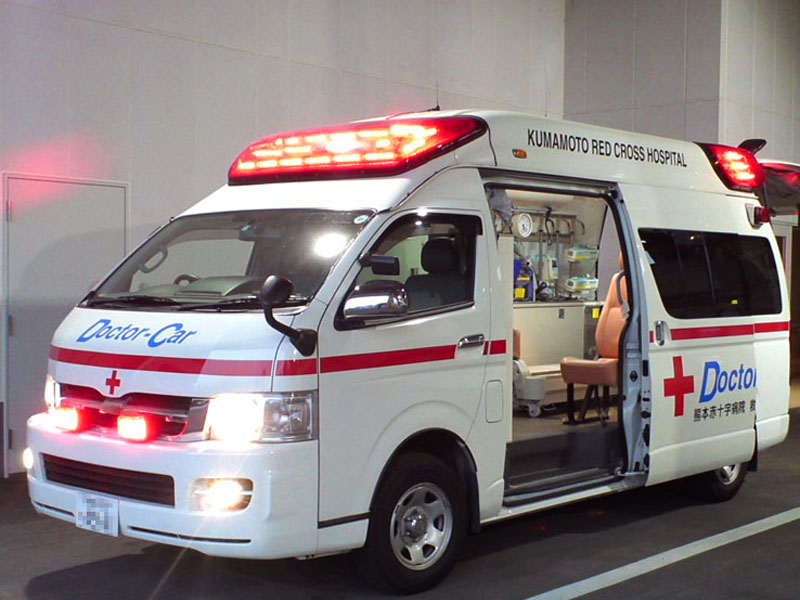
救命救急センターの
救急車型ドクターカー

- 内科
- 腎臓内科
- 糖尿病内科
- リウマチ科
- 血液・腫瘍内科
- 精神腫瘍科
- 脳神経内科
- 呼吸器内科
- 消化器内科
- 循環器内科
- 小児科
- 外科
- 呼吸器外科
- 乳腺内分泌外科
- 整形外科
- 脳神経外科
- 心臓血管外科
- 小児外科
- 形成外科
- 皮膚科
- 泌尿器科
- 産婦人科
- 眼科
- 耳鼻咽喉科
- リハビリテーション科
- 放射線科
- 放射線治療科
- 麻酔科
- 歯科・歯科口腔外科
- 救急科
- 病理診断科

### その他の外来
- 頭痛外来
- 漢方外来
- 糖尿病フットケア外来
- がん看護専門外来
- 遺伝カウンセリング外来
- 小児整形外科外来
- 腎移植外来 （小児腎移植外来）
- ストーマ外来
- シャント外来
- 療法選択外来
- 腹膜透析外来
- 緩和ケア外来
- リンパ浮腫ケア外来
- 助産師外来
- 産後育児相談
- セカンドオピニオン外来
- ウロギネ外来
- 乳房外来
- 妊娠と薬外来
- 産後ケア

## センター・室
- 総合救命救急センター
- 重症外傷センター
- 脳卒中センター
- 脳血管治療センター
- 心・大血管センター
- 小児救命救急センター
- 熱傷センター
- 手術センター
- 総合鏡視下手術センター
- 画像診断治療センター
- 内視鏡センター
- 腎センター
- 外来化学療法センター
- 緩和ケアセンター
- こども医療センター
- 地域周産期母子医療センター
- 総合血管センター
- へき地医療支援センター
- 患者サポートセンター
- 移植医療支援室
- 広報室
- 医療安全推進室
- 教育研修推進室
- 感染管理室
- ＴＱＭ推進室
- 経営戦略室
- 薬剤部
- 検査部

## 一般外来の受診について
- 再来受付機　8：00～11：30                   ※11：30以降は予約の方のみ
- 初診受付　　8：30～11：30　　　　　※上記以外で緊急の場合は救命救急センターで対応
- 休診日　　   土曜・日曜・祝日、年末年始 （12月29日-1月3日）　※各診療科の休診日あり（各診療科情報は、外来担当医表参照）
- その他の診療制限等については、ホームページを参照

## 医療機関の指定等
- 救命救急センター
- 臨床研修指定病院
- 救急告示病院
- 災害拠点病院（基幹災害医療センター）
- 小児救急医療拠点病院
- 地域周産期母子医療センター
- 地域がん診療連携拠点病院
- 地域医療支援病院
- 腎移植施設
- DPC対象病院
- 健康保険医療機関指定病院
- 国民健康保険療養取扱指定病院
- 結核予防法による医療指定病院
- 身体障害者福祉法による更生医療指定病院
- 児童福祉法による育成医療養育医療指定病院
- 優生保護法による医療指定病院
- 労働者災害補保険法による医療指定病院
- 生活保護指定医療機関
- 特定疾患治療研究医療機関
- 小児慢性特定疾患治療研究医療機関
- 児童福祉施設等の措置医療機関
- 原子爆弾被爆者の一般疾病指定医療機関
- NPO法人 卒後臨床研修評価機構による臨床研修評価認定（認定期間4年）
- 熊本DMAT指定機関

## 日赤熊本救護班が出動した主な災害
- 1927年（昭和2年）- 熊本県海岸地区潮害
- 1936年（昭和11年）- 上益城郡広安村食中毒
- 1950年（昭和25年）- 飽託郡松尾村バス転落事故／熊大法学部寮舎集団赤痢
- 1953年（昭和28年）- 阿蘇中岳第一火口爆発／6・26水害
- 1957年（昭和32年）- 玉名郡天水村の水害
- 1963年（昭和38年）- 球磨郡五木村の水害
- 1965年（昭和40年）- 球磨地区の水害
- 1966年（昭和41年）- 三角町集団赤痢
- 1968年（昭和43年）- 甲佐町集団赤痢
- 1972年（昭和47年）- 天草地区水害
- 1973年（昭和48年）- 大洋デパート火災
- 1978年（昭和54年）- 阿蘇爆発事故
- 1990年（平成2年）- 阿蘇坂梨地区水害
- 1991年（平成3年）- 台風19号災害
- 1995年（平成7年）- 阪神・淡路大震災
- 1997年（平成9年）- 熊本県下全域豪雨水害
- 1999年（平成11年）- 台風18号災害／不知火町松合地区高潮災害
- 2003年（平成15年）- 水俣市土石流災害
- 2004年（平成16年）- 新潟県中越沖地震
- 2007年（平成19年）- 熊本県大雨災害（美里町等）
- 2011年（平成23年）- 東日本大震災
- 2012年（平成24年）- 九州北部豪雨（阿蘇市等）
- 2016年（平成28年）- 熊本地震

## 交通アクセス
- 九州自動車道 熊本インターチェンジ、JR水前寺駅から車で約15分。熊本空港から車で約20分。桜町バスターミナル(桜町BT)、JR熊本駅から車で25分。
- 桜町BTより熊本都市バス（G1-4・G1-5・H1-1・H2-1・H3-1・H3-2・H3-4）で30-40分、「日赤病院構内」下車。ラッシュ時以外はG系統が速達で、運賃も安い。
- JR水前寺駅からは、南口の「水前寺駅前」から熊本都市バスのH2-1(旧味2)系統で15分。ただし本数が少ないため、北口から徒歩2分の「熊高(くまたか)正門前」より、熊本都市バスのH1-1(旧味1)系統が望ましい。「日赤病院構内」下車。
  - 水前寺駅方面への運行便の大多数は、W1-1(旧島1)系統・W2-1(旧島2)系統の桜町BT・島崎経由荒尾橋行きとなっている。H1-1の桜町BT止め自体は本数が少ない。「水前寺駅前」に停まる便はすべてW2-1のみである。(H2-1の桜町BT止めは皆無。)
- 健軍電停前バス停より熊本都市バス（Y1-1系統）で15分、「日赤病院構内」下車。
- JR熊本駅からは、東口の「熊本駅前」から熊本都市バス（G1-5・G1-6・H4-1）で、「日赤病院構内」下車。
  - 桜町BT・水前寺駅・健軍電停・熊本駅方面への運行便は「日赤病院構内」バス停に乗り入れないため、病院構内から道向かいである熊本県立大学側の「日赤病院前」バス停からしか乗車できないので注意が必要である。